# Verkhniatchka
Verkhniatchka (ukrainien : Верхнячка, russe : Верхнячка) est une commune urbaine de l'oblast de Tcherkassy, en Ukraine. Elle compte 3 500 habitants en 2021.